# Спунер, Лисандр
Лисандр Спунер (англ. Lysander Spooner; 19 января 1808, Атол — 14 мая 1887, Бостон) – американский философ права, предприниматель и анархист бостонской традиции.
Он был важным представителем американского индивидуалистического анархизма 19-го столетия и аболиционистского движения (движения против института рабства). Важнейшими работами считаются «The Unconstitutionality of Slavery» и «No Treason. The Constitution of No Authority». Его труды и идеи оказывают и сегодня большое влияние на современные анархо-капитализм и либертарианство.

## Биография
Спунер родился 19 января 1808 года в Атоле, штат Массачусетс. Родители - Аса и Долли Спунеры. Среди его предков был Уильям Спунер, прибывший в Плимут в 1637 году.

### Карьера юриста
Активная деятельность Спунера началась с его карьеры юриста, которая сама по себе нарушала законы Массачусетса. Спунер изучал юриспруденцию у выдающихся юристов, политиков и аболиционистов Джона Дэвиса, впоследствии губернатора Массачусетса и сенатора, и Чарльза Аллена, сенатора штата и представителя партии "Свободная земля". Однако он никогда не посещал колледж. Согласно законам штата, выпускники колледжей должны были обучаться у юриста в течение трех лет, в то время как лица, не окончившие колледж, такие как Лисандр, должны были делать это в течение пяти лет.
При поддержке своих наставников-юристов Спунер всего через три года открыл свою практику в Вустере, штат Массачусетс, бросив вызов судам. Он рассматривал трёхлетнюю льготу для выпускников колледжей как спонсируемую государством дискриминацию бедных, а также как предоставление монопольного дохода тем, кто соответствует требованиям. Он утверждал, что «никто ещё не осмеливался прямо отстаивать столь чудовищный принцип, как то, что богатые должны быть защищены законом от конкуренции бедных». В 1836 году законодательный орган отменил это ограничение. Он выступал против всех лицензионных требований к юристам, врачам или кому-либо ещё, которым такие требования не позволяли работать. Для Спунера запрещать человеку вести бизнес с человеком, не имеющим профессиональной лицензии, было нарушением естественного права на заключение контрактов. Спунер выступал за естественное право, или то, что он называл наукой о справедливости, согласно которой акты инициирующего принуждения в отношении отдельных лиц и их собственности, включая налогообложение, считались преступными, поскольку они были аморальными, в то время как так называемые преступные действия, которые нарушали только искусственно созданное произвольное законодательство, не обязательно были преступными.
После неудачной юридической карьеры и неудачной спекуляции недвижимостью в Огайо Спунер вернулся на ферму своего отца в 1840 году.

### Американская компания по отправке писем
Будучи сторонником самозанятости и противником государственного регулирования бизнеса, в 1844 году Спунер основал компанию American Letter Mail Company, которая конкурировала с почтовым отделением Соединённых Штатов, чьи тарифы были очень высокими. У неё были офисы в разных городах, включая Балтимор, Филадельфию и Нью-Йорк. Отсюда отправлялись агенты, которые путешествовали на железных дорогах и пароходах и перевозили письма в сумочках. Письма передавались курьерам в городах, расположенных вдоль маршрутов, которые затем доставляли их адресатам. Это было вызовом юридической монополии почтового отделения.
Как и в случае с оспариванием правил Ассоциации адвокатов Массачусетса, Спунер опубликовал брошюру под названием «Неконституционность законов Конгресса, запрещающих частную переписку». Хотя Спунер в конце концов добился коммерческого успеха со своей почтовой компанией, судебные иски со стороны правительства в конечном итоге истощили его финансовые ресурсы. Закон, принятый в 1851 году, который укрепил монополию федерального правительства, в конце концов вывел его из бизнеса. Результатом того, что Спунер бросил вызов почтовой службе, стало снижение стоимости почтовых отправлений с 5 до 3 центов в ответ на конкуренцию, которую проводила его компания и которая продолжалась до конца 1950-х и начала 1960-х годов.

### Дальнейшая жизнь и смерть

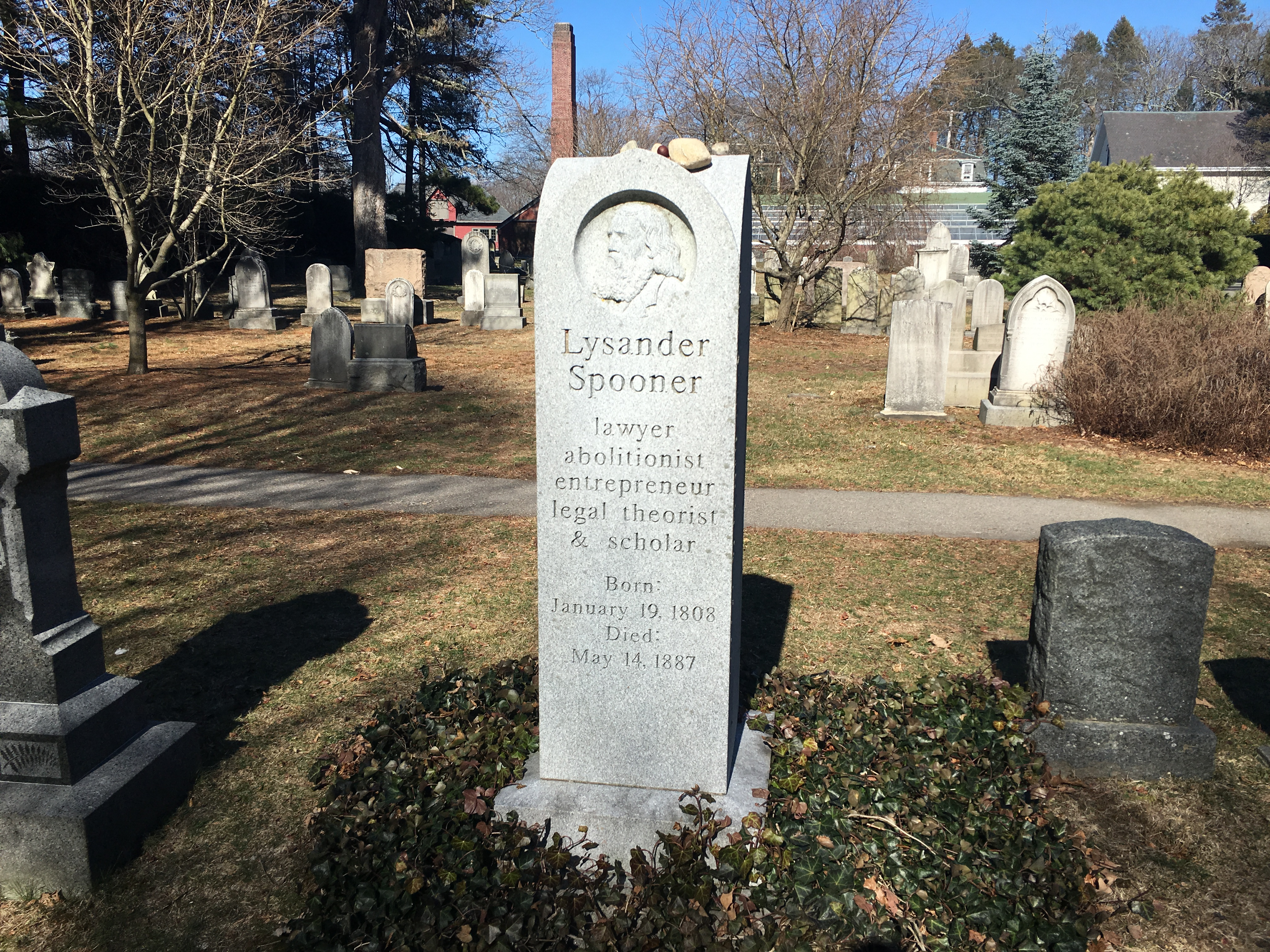
Могила Лисандра Спунера на бостонском кладбище Форест-Хиллз

Спунер продолжал активно писать и публиковаться в течение десятилетий после реконструкции, выпустив такие работы, как эссе «Естественное право, или наука правосудия» и небольшую книгу «Суд присяжных». В «Суде присяжных» он отстаивал доктрину аннулирования полномочий присяжных, которая гласит, что в свободном обществе суд присяжных имеет право выносить решение не только на основании фактов дела, но и на основании законности закона, в соответствии с которым рассматривается дело. Эта доктрина также позволила бы присяжным отказать в вынесении обвинительного приговора, если они считают закон, по которому их просят вынести обвинительный приговор, незаконным. Спунер стал ассоциироваться с американским индивидуалистическим анархистским журналом Бенджамина Такера «Liberty», который публиковал все его поздние работы в серийном формате и для которого он написал несколько редакционных колонок о событиях того времени.
Спунер провёл много времени в Бостонском атенеуме. Он умер 14 мая 1887 года в возрасте 79 лет в своей резиденции по адресу: Бостон, Миртл-стрит, 109. Он никогда не был женат и не имел детей. Бенджамин Такер организовал его заупокойную службу и написал некролог под названием "Наш Нестор отнят у нас", который появился в "Liberty" 28 мая и предсказал, что "отныне имя Лисандра Спунера будет "памятным среди людей".

## Политические взгляды
Спунер был сторонником абсолютных прав собственности, основанных на принципе гомстеда. Он писал:
Таким образом, право собственности — это право абсолютного господства над товаром, независимо от того, желает ли владелец сохранить его в своём собственном владении и пользовании или нет. Это право запрещать другим пользоваться товаром без его согласия. Если бы это было не так, люди никогда не смогли бы продавать, сдавать в аренду или дарить те товары, которые они сами не желают хранить или использовать; они утратили бы своё право собственности на них, то есть право господства над ними, в тот момент, когда они прекратили бы своё личное владение ими и пользование ими.
Будучи анархистом-индивидуалистом, Спунер выступал за доиндустриальную жизнь в сообществах мелких собственников, чтобы они могли стремиться к жизни, свободе, счастью и собственности на основе взаимной честности, не перекладывая ответственность на центральное правительство. Спунер считал, что экспансивное правительство фактически создает рабов, а его требования повиновения принижают роль личности. Позволяя правительству принимать законы и обеспечивать их соблюдение, Спунер утверждал, что американцы "безоговорочно отдали свои свободы в руки правительства". В дополнение к своей внеправительственной почтовой службе и взглядам на аболиционизм, Спунер написал книгу "Без измены", в которой утверждает, что Конституция не является ни контрактом, ни текстом, которому обязаны следовать граждане. Спунер утверждал, что национальный конгресс должен распуститься и позволить гражданам самим управлять страной, поскольку он считал, что отдельные люди должны сами вершить свою судьбу.

Спунер считал, что людям выгодно заниматься индивидуальной трудовой деятельностью, чтобы они могли в полной мере пользоваться плодами своего труда, а не делиться ими с работодателем. Он утверждал, что различные формы государственного вмешательства в свободный рынок затрудняют людям открытие собственного бизнеса. Во-первых, он считал, что законы, направленные против высоких процентных ставок или ростовщичества, не позволяют тем, у кого есть капитал, предоставлять кредиты, поскольку они не могут получить компенсацию за высокие риски невозврата, написав:
Если у человека нет собственного капитала, на который он мог бы потратить свой труд, необходимо, чтобы ему было позволено получить его в кредит. А для того, чтобы он мог получить их в кредит, необходимо, чтобы ему было разрешено заключить договор о такой процентной ставке, которая побудит человека, имеющего избыточный капитал, ссудить его ему; ибо капиталист не может, в соответствии с законами природы, быть принужден ссужать свой собственный капитал. капитал против его воли. Таким образом, все законодательные ограничения нормы процента являются ничем иным, как произвольными и тираническими ограничениями естественной способности человека наряду с естественным правом нанимать капитал, на который он может тратить свой труд. [...] Таким образом, результатом законов о ростовщичестве является предоставление монополии на право одалживая деньги тем немногим, кто может предложить наиболее надежное обеспечение.
Спунер считал, что альтруизм не следует навязывать, но что у человека все равно есть моральное обязательство помогать другим, написав:
У человека, без сомнения, есть много других моральных обязанностей по отношению к своим собратьям, таких как накормить голодных, одеть нагих, приютить бездомных, ухаживать за больными, защищать беззащитных, помогать слабым и просвещать невежественных. Но это всего лишь моральные обязанности, о которых каждый человек должен сам судить в каждом конкретном случае относительно того, может ли он или желает ли выполнять их, как и в какой мере.
Спунер был противником наёмного труда, полагая, что ни один рабочий не стал бы работать на капиталиста, если бы у него были альтернативы и инструменты для использования своего собственного труда:
Все крупные предприятия любого рода, находящиеся в настоящее время в руках нескольких собственников, но использующие большое количество наемных работников, были бы ликвидированы, поскольку лишь немногие люди, которые могли бы нанять капитал и вести собственное дело, согласились бы работать за плату на кого-то другого.

## Труды

### Оригинальные издания
- The Deist's Immortality, and An Essay On Man's Acountability For His Belief (1834) (рус. «Бессмертие деиста и Эссе об ответственности человека за его веру»)
- "To the Members of the Legislature of Massachusetts" (1835)
- The Deist's Reply to the Alleged Supernatural Evidences of Christianity (1836)
- Constitutional Law, Relative to Credit, Currency, and Banking (1843) (рус. «Конституционное право относительно кредита, валюты и банковского дела»)
- The Unconstitutionality of the Laws of Congress, Prohibiting Private Mails (1844) (рус. «Неконституционность законов Конгресса, запрещающих частную почту»)
- The Unconstitutionality of Slavery (1845, 1860)
- Poverty: Its Illegal Causes, and Legal Cure. Part I (1846)
- Who caused the Reduction of Postage? Ought He To Be Paid? (1850)
- Illegality of the Trial of John W. Webster (1850)
- A Defence for Fugitive Slaves, Against the Acts of Congress of February 12, 1793, & September 18, 1850 (1850)
- An Essay on the Trial by Jury (1852)
- The Law of Intellectual Property (1855)
- A Plan for The Abolition of Slavery (and) To The Non-Slaveholders of the South (1858)
- Address of the Free Constitutionalists to the People of the United States (1860)
- A New System of Paper Currency (1861)
- Our Mechanical Industry, As Affected By Our Present Currency System: An Argument for the Author's New System of Paper Currency (1862)
- Articles of Association of the Spooner Copyright Company for Massachusetts (1863)
- Letter To Charles Sumner (1864)
- Considerations for Bankers, and Holders of United States Bonds (1864)
- No Treason. No. I (1867)
- No Treason. No. II, The Constitution (1867)
- No Treason. No. VI, The Constitution of No Authority (1870)
- Vices Are Not Crimes: A vindication of Moral Liberty (1875)
- Our Financiers: Their Ignorance, Usurpations, and Frauds (1877)
- The Law of Prices: A Demonstration of The Necessity for an Indefinite Increase of Money (1877)
- Gold and Silver as Standards of Value: The Flagrant Cheat in Regard to Them (1878)
- Universal Wealth Shown to be Easily Attainable. Part First (1879)
- Revolution: The Only Remedy for the Oppresed Classes of Ireland, England, and Other Parts of the British Empire. No. 1 (1880)
- Natural Law; or The Science of Justice: A Treatise on Natural Law, Natural Justice, Natural Rights, Natural Liberty, and Natural Society; Showing That All Legislation Whatsoever Is An Absurdity, A Usurpation, and A Crime. Part First (1882)
- A Letter to Thomas F. Bayard: Challenging His Right - And that of All the Other So-Called Senators and Representative in Congress - To Exercise Any Legislative Power Whatever Over the People of the United States (1882)
- A Letter to Scientists and Inventors, on the Science of Justice, and Their Right of Perpetual Property in Their Disclosures and Inventions (1884)
- A Letter to Grover Cleveland, on His False Inaugural Addrewss, The Usurpations and Crimes of Lawmakers and Judges, and the Consequent Poverty, Ignorance, and Servitude of the People (1886)

### Переводы на русский язык
- Спунер Л. Не измена. / Спунер, Лисандр; пер. Б. Грузинов; ред. Н. Белобородов; ред. и предисл. А. Мигурский — [Тбилиси:] Эгалите, 2024. — 120 с.